# Người Cossack Zaporozhia
Người Cossack Zaporozhia, Quân Cossack Zaporozhia, Quân đoàn Zaporozhia, (tiếng Ukraina: Військо Запорозьке, đã Latinh hoá: Viisko Zaporozke, hoặc Військо Запорізьке, Viisko Zaporizke) hoặc chỉ là người Zaporozhia (tiếng Ukraina: Запорожці, đã Latinh hoá: Zaporozhtsi) là những người Cossack sống bên kia (về phía hạ nguồn) các ghềnh sông Dnepr (Dnipro).
Sich Zaporozhia phát triển nhanh chóng vào thế kỷ 15 từ các nông nô chạy trốn khỏi những nơi được kiểm soát chặt chẽ hơn trong Thịnh vượng chung Ba Lan–Litva. Sich được thành lập với tư cách một thực thể chính trị được tôn trọng, có một hệ thống chính phủ nghị viện. Trong suốt thế kỷ 16, 17 và cả thế kỷ 18, người Cossack Zaporozhia là một lực lượng chính trị và quân sự hùng mạnh từng thách thức quyền lực của Thịnh vượng chung Ba Lan-Litva, nước Nga Sa hoàng và Hãn quốc Krym.
Quân đoàn trải qua một loạt xung đột và liên minh với ba thế lực kể trên, bao gồm cả việc hỗ trợ một cuộc khởi nghĩa vào thế kỷ 18. Thủ lĩnh của họ đã ký một hiệp định với người Nga. Nhóm này bị Đế quốc Nga buộc phải giải tán vào cuối thế kỷ 18, và phần lớn dân cư di dời đến vùng Kuban tại rìa phía nam của Đế quốc Nga, trong khi những người khác thành lập các thành phố tại miền nam Ukraina và cuối cùng trở thành nông dân của nhà nước. Người Cossack đóng một vai trò quan trọng trong việc chinh phục các bộ lạc vùng Kavkaz và đổi lại được hưởng quyền tự do đáng kể do Sa hoàng ban cho.
Tên gọi Zaporozhtsi bắt nguồn từ vị trí công sự của họ, tức là Sich, tại Zaporizhzhia "vùng đất bên kia các ghềnh", từ tiếng Ukraina za "bên kia" và poróhy "các ghềnh".

## Nguồn gốc

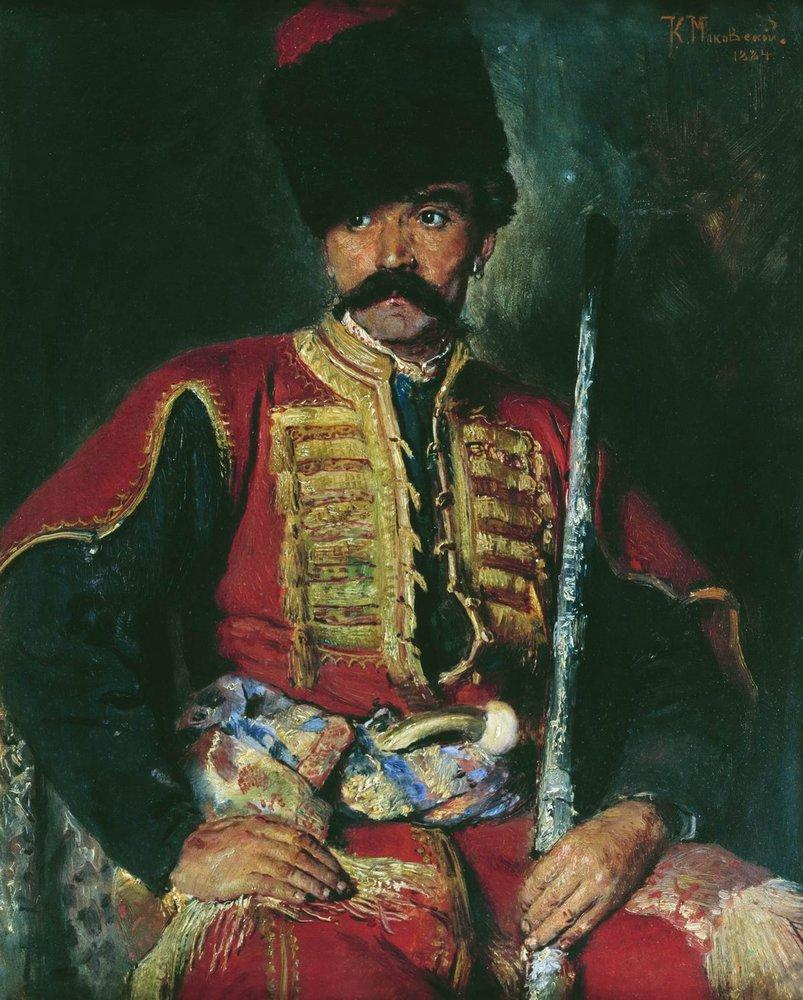
Người Cossack Zaporozhia, do Konstantin Makovsky vẽ, 1884

## Trong Ba Lan–Litva

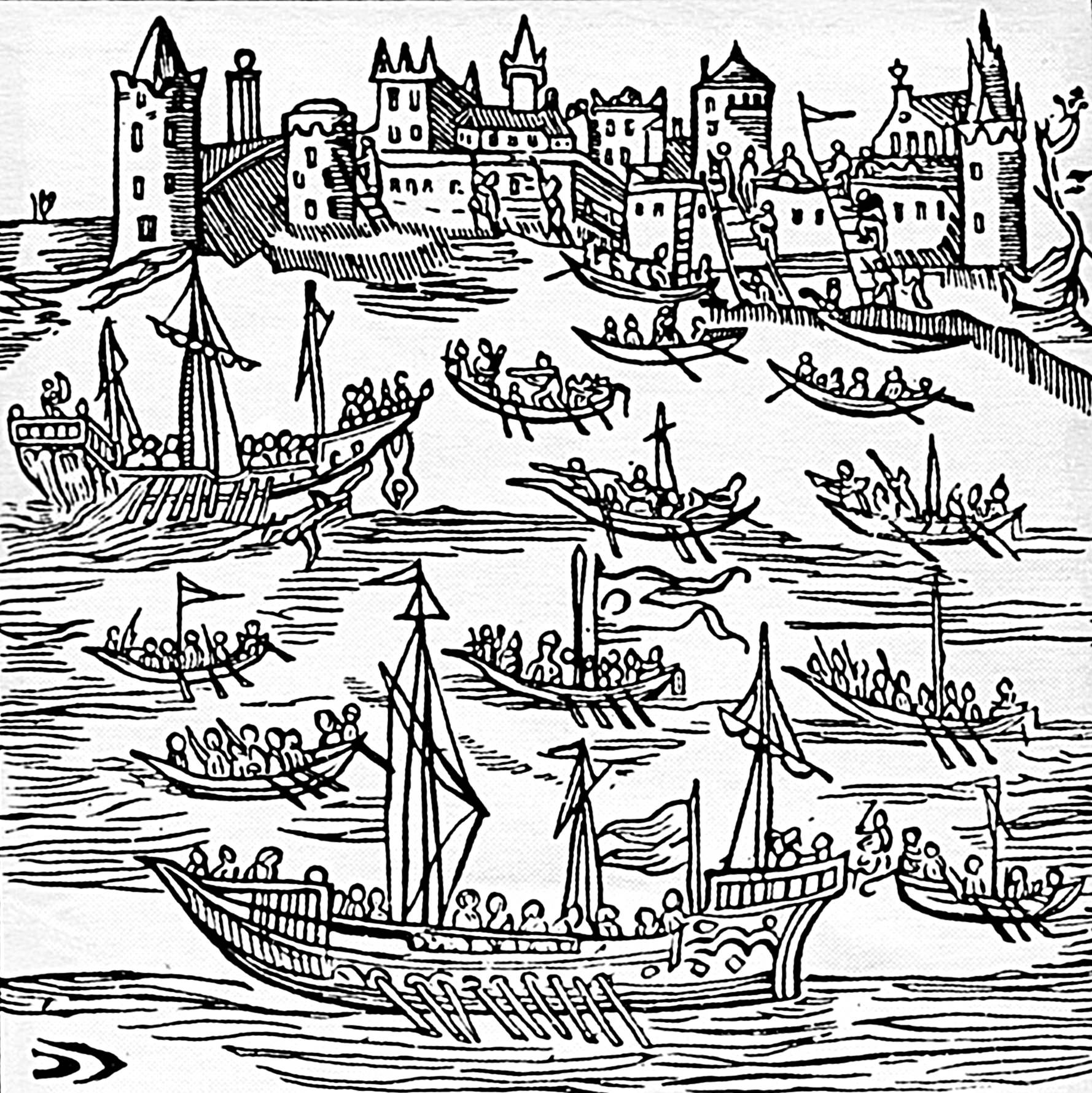
Hàng nghìn nô lệ được tự do vào năm 1616 khi người Cossack dưới quyền Petro Konashevych-Sahaidachny chiếm lĩnh thị trấn Kaffa tại Krym

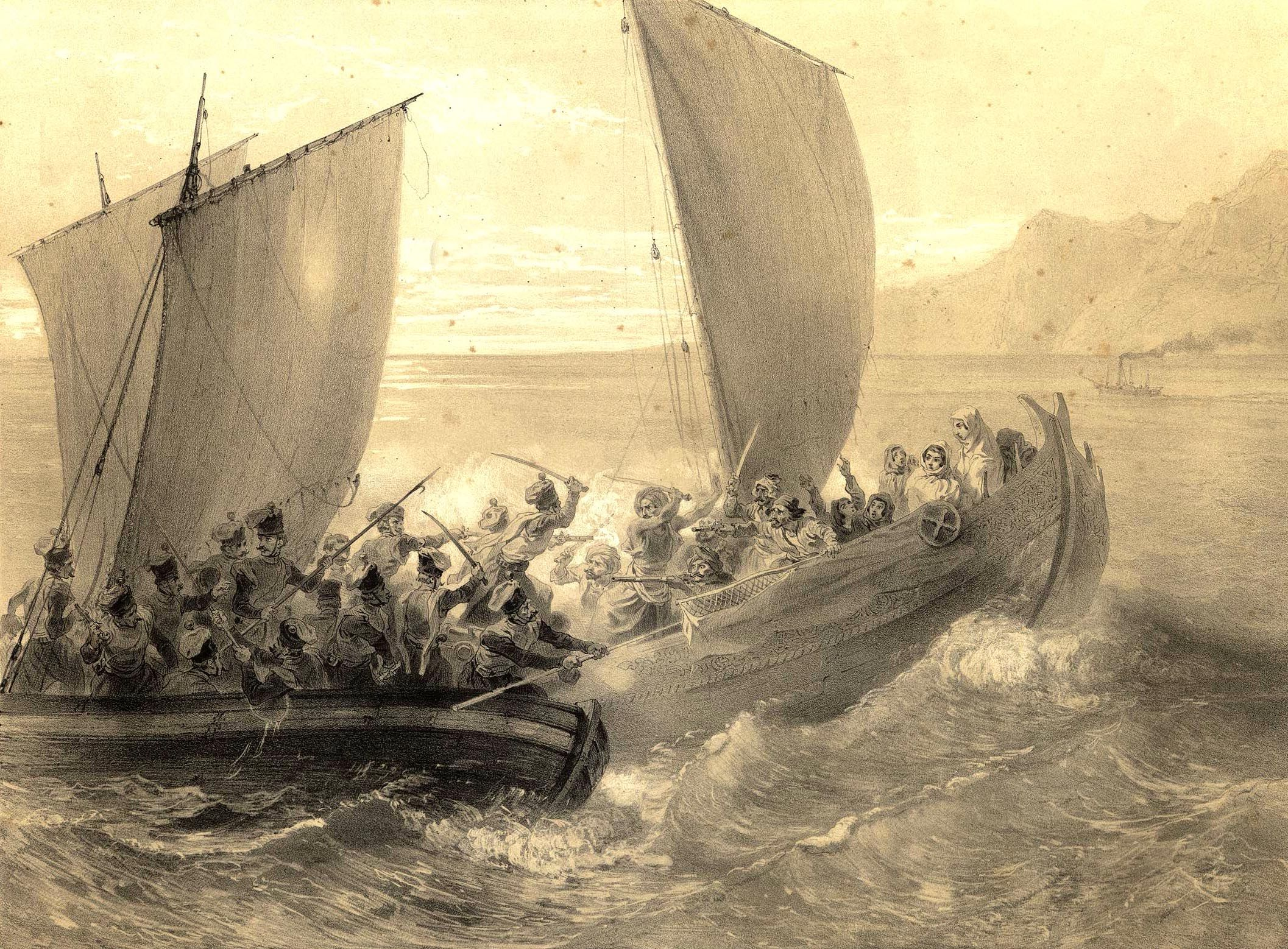
Người Cossack Azov chiến đấu với hải tặc Thổ Nhĩ Kỳ

## Tổ chức

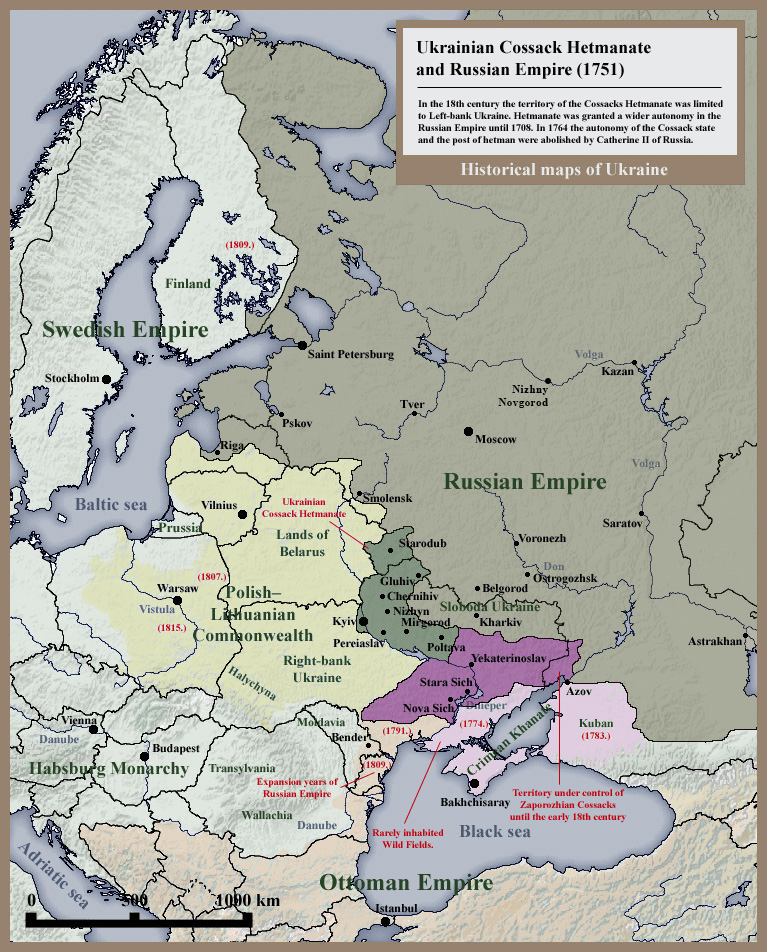
Bản đồ lịch sử của Quốc gia hetman Cossack Ukraina (xanh đậm) và lãnh thổ Zaporozhia (tím đậm) dưới quyền Đế quốc Nga (1751).

### Biểu chương Cossack (Kleinody)

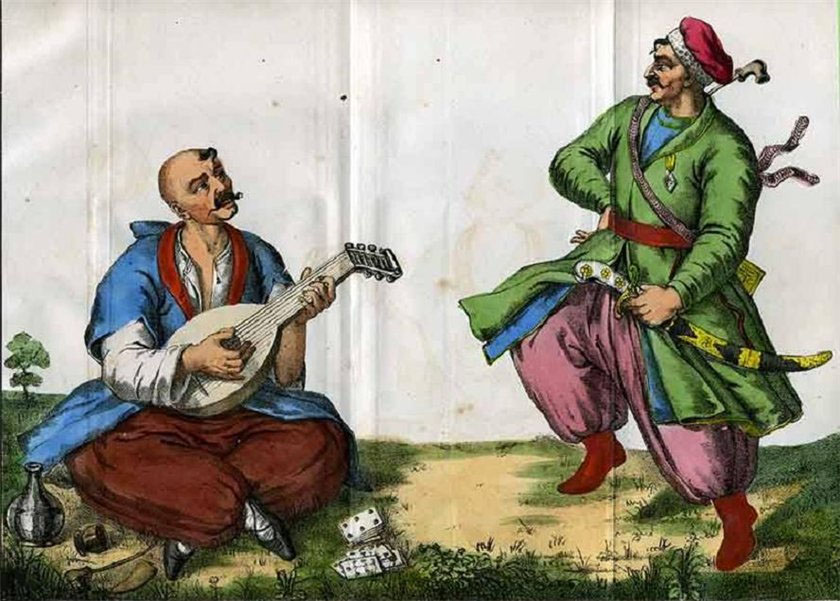
Người Cossack Zaporozhia với bandura

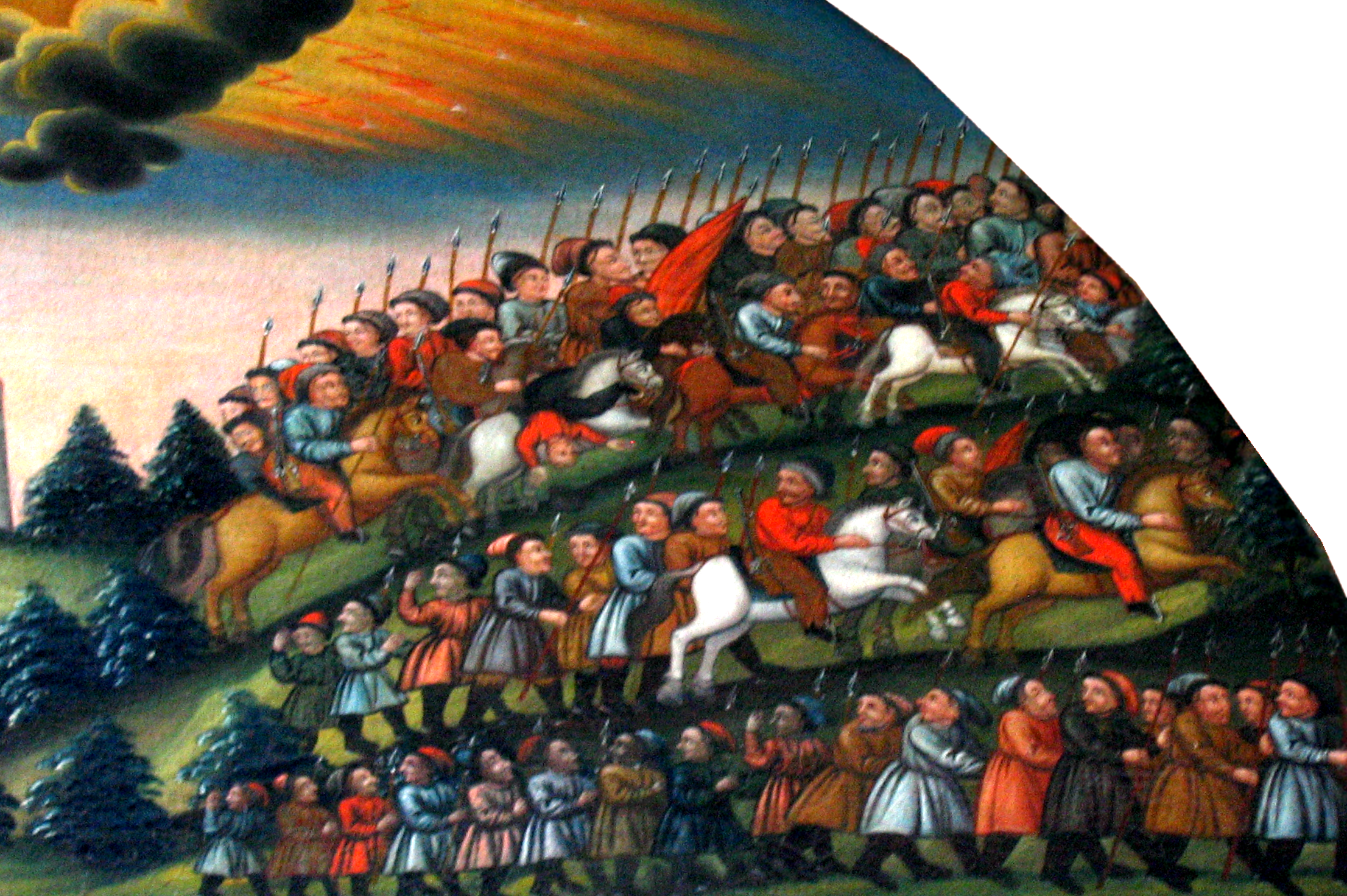
Quân Cossack năm 1648

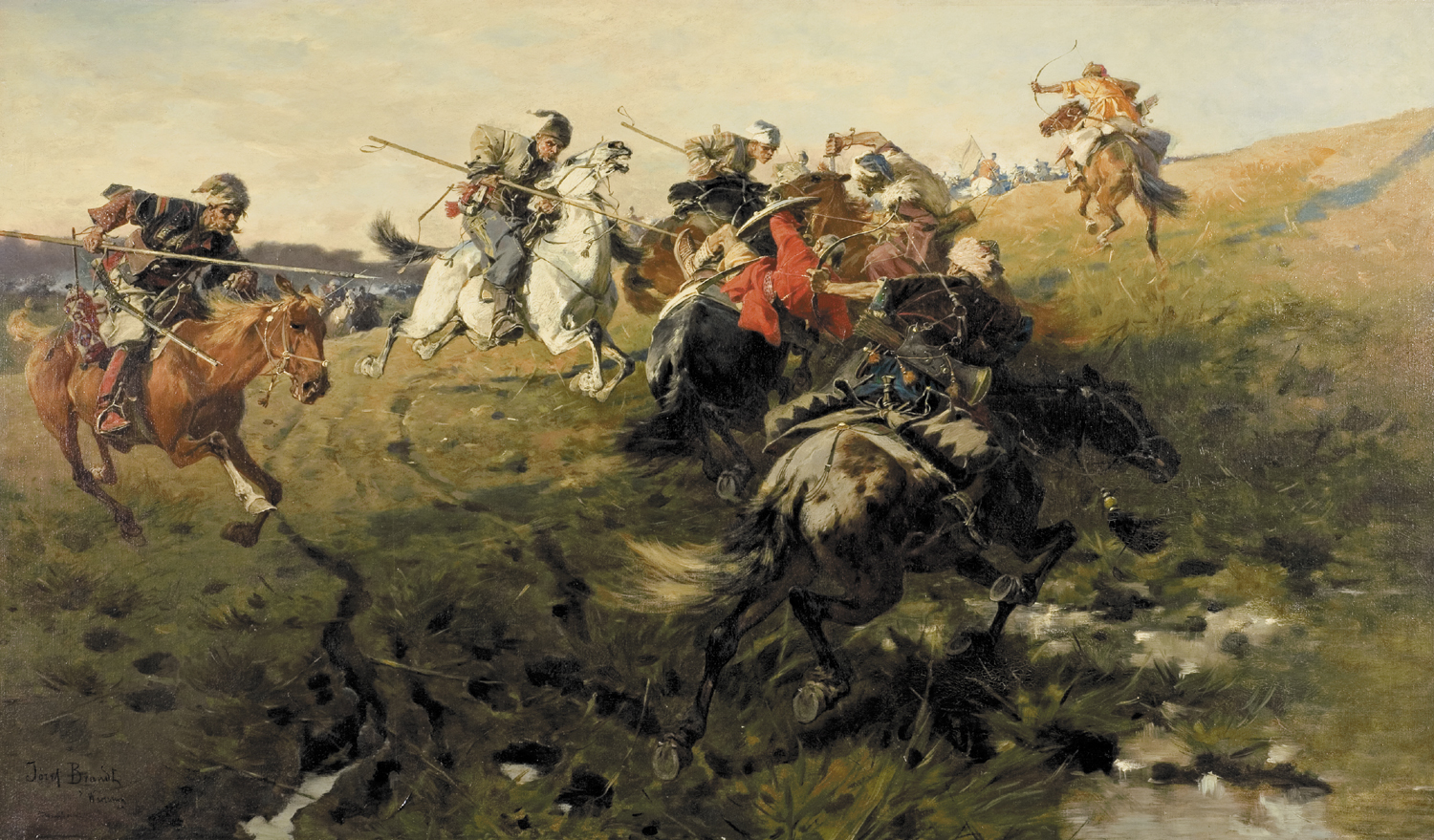
Người Cossack Zaporozhia chiến đấu với người Tatar từ Hãn quốc Krym, tranh của Józef Brandt.

## Liên minh với Nga

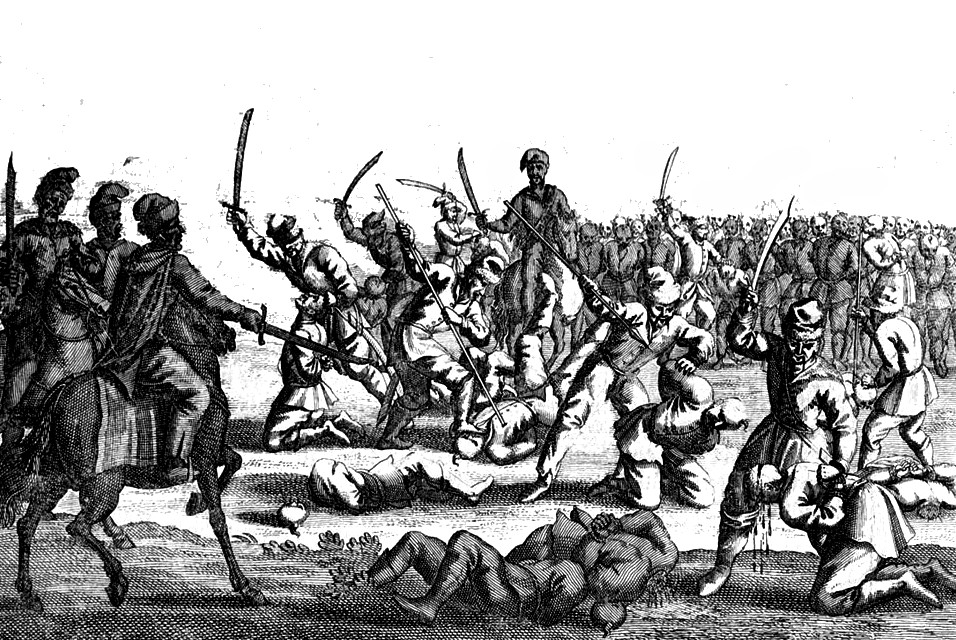
Người Cossack thảm sát tù binh Ba Lan sau trận Batoh 1652

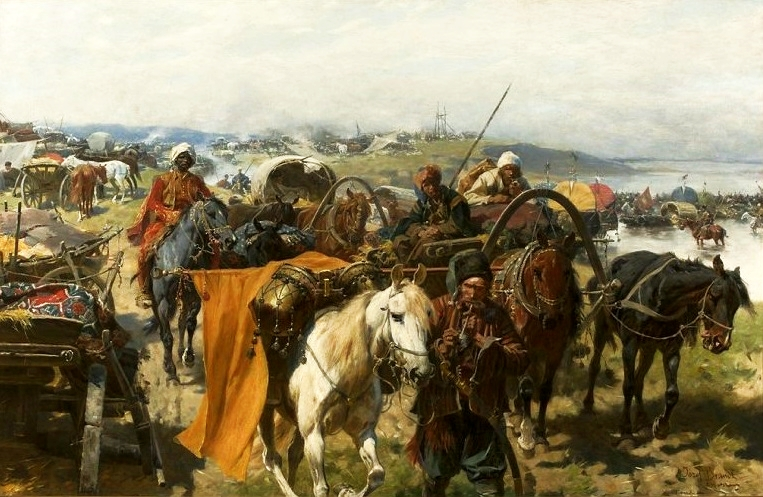
Quân hậu vệ của người Zaporozhia, do Józef Brandt vẽ

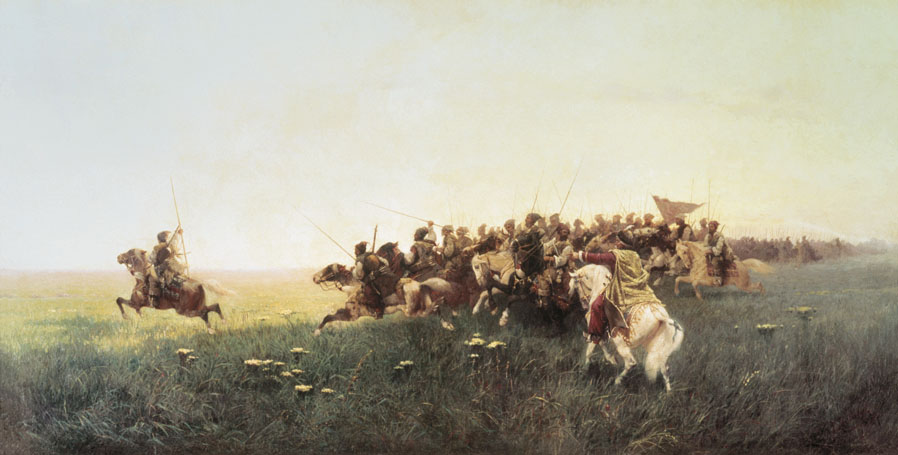
Cuộc tấn công của người Zaporozhia trên thảo nguyên, do Franz Roubaud vẽ

## Trong Đế quốc Nga

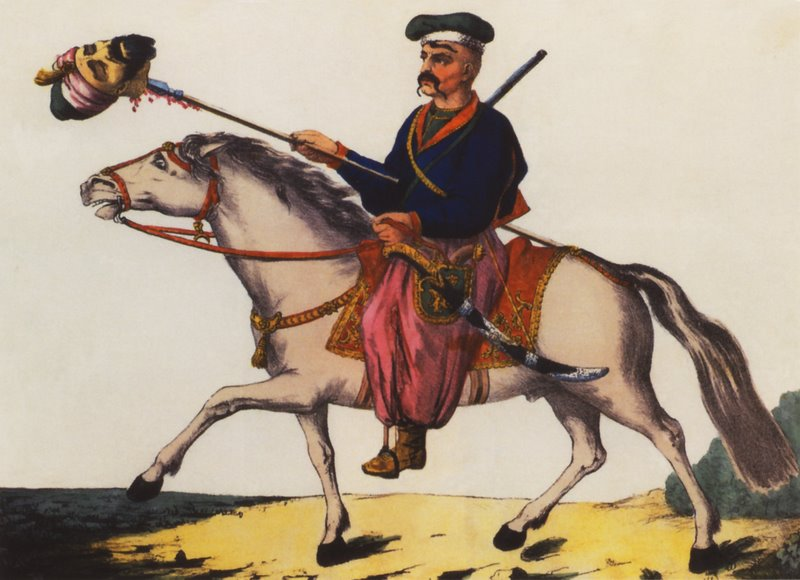
"Người Cossack cùng thủ cấp nột người Tatar."

## Hậu quả

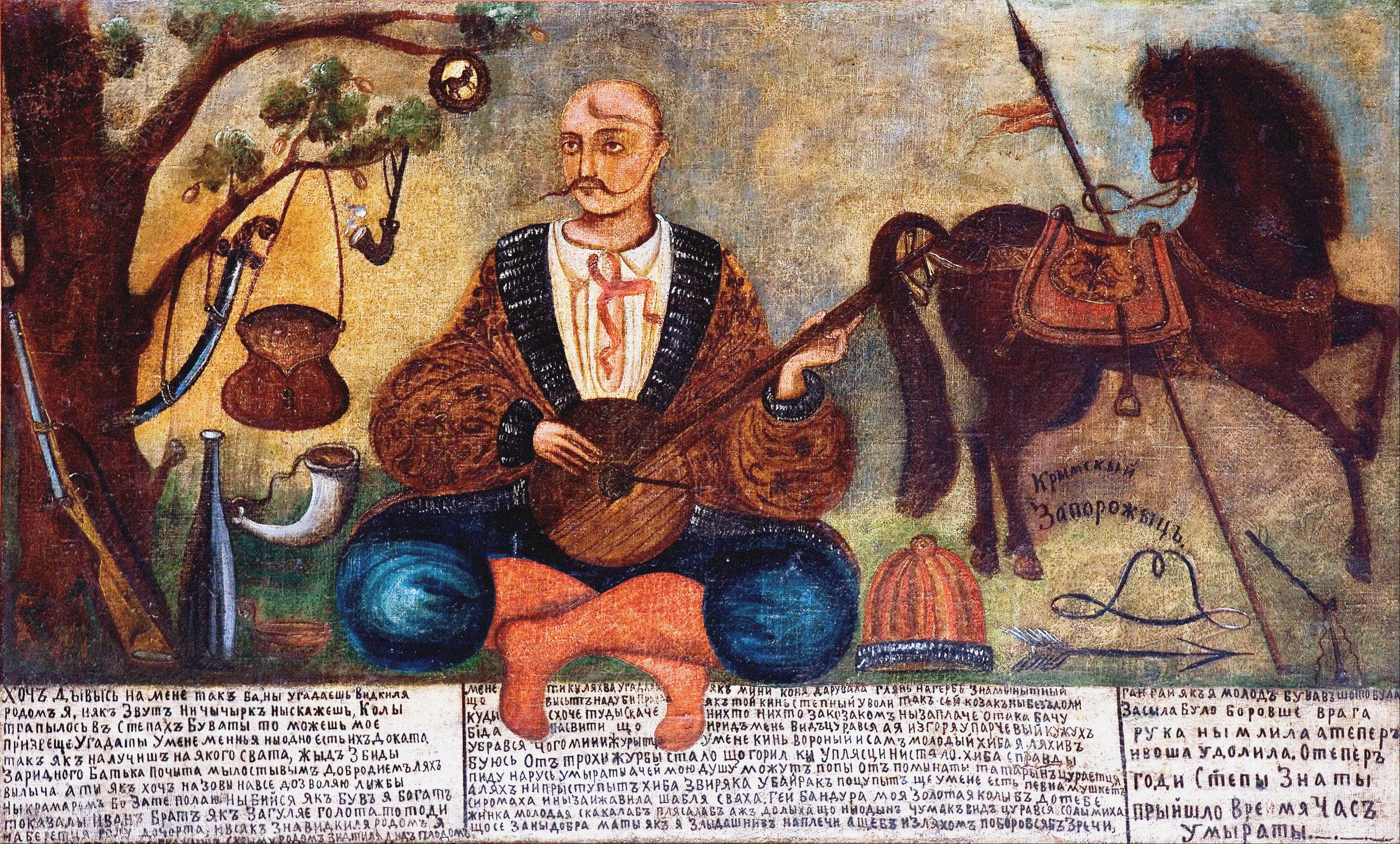
Người Cossack Zaporozhia từ Krym

## Di sản

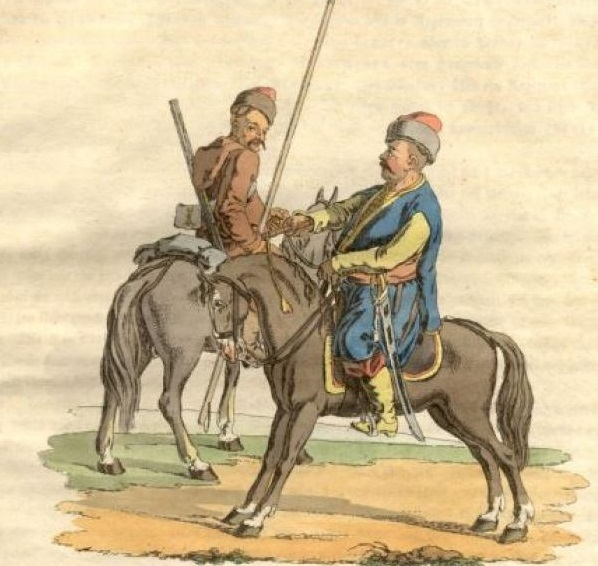
Người Cossack Biển Đen, khoảng 1807